# Howard Allen
Pour les articles homonymes, voir Allen.
Howard Arthur Allen, né le 10 février 1949 à Indianapolis (Indiana) et mort le 5 juin 2020, est un tueur en série américain. Il a été reconnu coupable du meurtre de trois personnes âgées ainsi que d’agression, cambriolage et incendie criminel.

## Biographie
(juin 2021).
- Août 1974 : Bat à mort Opal Cooper, 85 ans, alors qu’il cambriole la maison. Libéré sur parole en 1985.
- 18 mai 1987 : Agresse une femme âgée de 73 ans dans sa maison, elle a survécu.
- 20 mai 1987 : Agresse Laverne Hale, âgée de 87 ans, elle décède des suites de ses blessures 9 jours plus tard.
- 2 juin 1987 : Cambriole la maison d’un homme âgé avant d’y mettre le feu.
- 14 juillet 1987 : Tue Ernestine Griffin, âgée de 73 ans, avec des couteaux de cuisine et un grille-pain afin de s’acheter une voiture.
- 4 août 1987 : Arrêté sur le témoignage d’une personne présente lors de l’attaque du 18 mai, il est inculpé pour les attaques du 18 mai, 2 juin et 14 juillet. Il sera peu après relié à l’attaque du 20 mai ainsi qu'à 11 agressions de personnes âgées à Indianapolis.
- Printemps 1988 : Condamné à 88 années de prison pour cambriolage et crime.
- 11 juin 1988 : Condamné à mort par injection létale pour le cambriolage et le meurtre d’Ernestine Griffin.
- 30 août 1988 : Placé dans le couloir de la mort. En 2006 il attend la décision de l’« US District Court » à la suite de la rédaction d’un habeas corpus.
- En appel, sa peine de mort est commuée en une peine de prison de 60 ans, avec une date de libération en 2035.